# Августин (Петерсон)
Митрополи́т Августи́н (латыш. Metropolīts Augustīns, в миру А́вгуст Ада́мович Пе́терсон, латыш. Augusts Pētersons; 17 февраля (1 марта) 1873, Лифляндская губерния — 4 октября 1955, Гаутинг, Бавария) — митрополит Рижский и всея Латвии (Латвийская православная церковь (Константинопольский патриархат)).

## Биография
Родился 17 февраля 1873 года в латышской крестьянской семье, в Леяспипери Кечской волости.
В 1889 году окончил Рижское духовное училище по 2-му разряду. В 1895 окончил Рижскую духовную семинарию по 2-му разряду. Служил псаломщиком и учителем церковно-приходских школ в Сунтажах, Каплаве и Либаве.
В 1904 году рукоположён во диакона и позже иерея. Во время Первой Мировой войны — военный священник (10 января 1915 назначен в 399-й полевой запасной госпиталь). С 1926 по 1936 год — гарнизонный священник Даугавпилсской крепости. Овдовел.
С 1934 года ― ректор Елгавской духовной семинарии.
10 марта 1936 года Всецерковным собранием представителей Латвийской православной церкви при избрании кандидатов на пост митрополита Рижского получил большинство голосов (162 — за, 64 — против, 3 — недействительны); утверждён патриархом Константинопольским Вениамином. 21 марта 1936 года перед наречением во епископа пострижен в рясофор. 29 марта 1936 года в рижском Христорождественском кафедральном соборе хиротонисан во епископа и возведён в сан митрополита с титулом «Рижский и всея Латвии» (в юрисдикции Константинопольского патриархата). В связи с хиротонией награждён орденом Трёх звёзд 2-й степени.
Ректор Богословского института, открытого в Риге 21 сентября 1936 года вместо ликвидированной Рижской духовной семинарии; преподавал в нём гомилетику.
30 марта 1941 года после покаяния принят в юрисдикцию Московского патриархата. К лету 1941 года отправлен на покой.
После оккупации Латвии гитлеровцами отделился от Экзарха митрополита Сергия и образовал собственную церковную структуру, в которой, однако, состояли лишь несколько православных приходов в центральной Латвии (преимущественно на его родине — в Видземе).
Один из подписавших Меморандум Латвийского Центрального Совета от 17 марта 1944 года. В 1944 году эвакуировался из Риги в Германию, где много болел. С 1946 года входил в состав Русской православной церкви заграницей.
Скончался 4 октября 1955 года в Гаутинге, пригороде Мюнхена.
10 августа 2011 года перезахоронен на кладбище в Косе (Скуйенская волость Аматского края), рядом со своими родителями (согласно завещанию владыки, его перезахоронение на латвийской земле должно было состояться после восстановления независимости латвийского государства).